# Borałdaj
Borałdaj (kaz. Боралдай) – osiedle typu miejskiego w Kazachstanie; w obwodzie ałmackim; 20 900 mieszkańców (2006). Przemysł spożywczy, włókienniczy.